# Гора (село, Вологодська область)
Гора - село у Вашкинському районі Вологодської області.
Входить до складу Василівського сільського поселення , з точки зору адміністративно-територіального поділу - до Василівської сільради.
Відстань автошляхом до районного центру Липіна Бора - 11 км, до центру муніципального освіти села Василівська - 8 км. Найближчі населені пункти - Левинська, Логіново, Щукіне.
За переписом 2002 у селі проживало 2 особи .